# オノ (カリフォルニア州)
オノ (Ono) は、アメリカ合衆国カリフォルニア州シャスタ郡の非法人地域。オノの中心部は、この地域でプラティナ・ロード (Platina Road) と称されている郡道A16号に面しており、この道路がこの集落から外部への唯一のアクセスとなっている。この集落は、隣接するアイゴからは5マイル (8.0 km)ほど、郡庁所在地であるレディングからは17マイル (27 km)ほどの距離に位置している。2020年国勢調査時点の人口は93人であった。
伝承されているところによると、この集落の名は、カリフォルニア・ゴールドラッシュ当時のフォーティナイナーズのひとりが、息子から一緒に行って働いてもいいかと尋ねられて「オー、ノー (Oh, no)」と答えるのが通例であったことに由来するとされている。あるいは、この地名は、聖書に由来するものであるかもしれない。
オノは、1970年代後半に小学校や郵便局がなくなって隣接するアイゴに移って以降、ゆるやかに衰退してきた集落である。
2020年には、ゾグ火災によって、歴史的建造物であったオノ・ストア(Ono Store) やオノ・グランジ (Ono Grange) を含む数棟の建物が焼失した。

## 気候
ケッペンの気候区分によれば、オノは、高温夏季地中海性気候に属し、気候区分地図では「Csa」と表示される。